# The Great Southern Trendkill
The Great Southern Trendkill је осми студијски албум америчког хеви метал састава Пантера, објављен 7. маја 1996. године. Издавачка кућа је Eastwest Records. 
Албум карактерише експерименталнији звук него што је то случај са претходним албумима бенда.
Многи фанови тврде да је соло у песми "Floods" најбољи соло Дајмбега Дарела, као и један од најбољих солоа уопште.

## Листа песама
1. „The Great Southern Trendkill“ - 3:46
2. „War Nerve“ - 4:53
3. „Drag The Waters“ - 4:55
4. „10's“ - 4:49
5. „13 Steps To Nowhere“ - 3:37
6. „Suicide Note, Pt. 1“ - 4:44
7. „Suicide Note, Pt. 2“ - 4:19
8. „Living Through Me (Hell's Wrath)“ - 4:50
9. „Floods“ - 6:59
10. „The Underground in America“ - 4:33
11. „(Reprise) Sandblasted Skin“ - 5:39